# Przygody Pytalskich
Przygody Pytalskich (ang. The Why Why Family, 1996–1997) – francuski serial animowany produkcji „Saban Entertainment”.
W Polsce premiera serialu miała miejsce 1 lutego 1999 roku na antenie Fox Kids. W późniejszym czasie serial emitowany był na kanałach TVN i Fox Kids Play. Składa się z 26 odcinków po 5 epizodów każdy (Fox Kids Play emitował tylko 20. odcinków). Serial został wydany w Polsce na DVD przez Media Service sp. z o.o. (13 płyt po dwa odcinki) oraz przez HAGI, zarówno na DVD, jak i na VHS (pod nazwą „Rodzina Pytalskich”).
W 2001 roku, po przejęciu przez The Walt Disney Company Fox Kids Worldwide, w tym Saban Entertainment, prawa do serialu przeszły na Disneya.

## Opis fabuły
Wiktor Pytalski jest małym chłopcem, który ma wiele pytań na wszelakie tematy. Poszczególni członkowie jego rodziny odpowiadają na nie poprzez zabieranie go w podróż. Posiadają pilota zdolnego teleportować do badanego obiektu i zmniejszać się do odpowiednich rozmiarów. By naocznie oglądać to czego go uczą. A także samolot i statek kosmiczny. 

## Bohaterowie
- Wiktor Pytalski – główny bohater kreskówki. Chce wiedzieć wszystko.
- Vanilla Pytalska – mama Wiktora, żona Maxa, synowa Erty i Matika oraz bratowa Micro i Scopo. Zna się na botanice i zoologii, wie wszystko o organizmach żywych.
- Max Pytalski – tata Wiktora, mąż Vanilli, syn Erty i Matika oraz brat Micro i Scopo. Wie wszystko o urządzeniach, narzędziach, maszynach i różnych mechanizmach, zna się na technologii i elektronice.
- Micro – niższy wujek Wiktora, syn Erty i Matika oraz brat Maxa, szwagier Vanilli i bliźniak Scopo. Tak samo jak Scopo zna się na ciele ludzkim i procesach w nim zachodzących.
- Skopo – wyższy wujek Wiktora, syn Erty i Matika oraz brat Maxa, szwagier Vanilli i bliźniak Micro. Tak samo jak Micro zna się na ciele ludzkim i procesach w nim zachodzących.
- Erta – babcia Wiktora, żona Matika, mama Maxa, Micro i Scopo oraz teściowa Vanilli. Jej specjalizacją jest geografia, zna się na geologii, meteorologii i historii naturalnej.
- Matik – dziadek Wiktora, mąż Erty, ojciec Maxa, Micro i Scopo oraz teść Vanilli. Wie wszystko o wszechświecie, zna się na procesach zachodzących w kosmosie i na ciałach niebieskich.
- Kwik i Kwak – dwa bardzo kłótliwe małe ptaszki, przyjaciele Vanilli.
- Bazalt – smok w łaty, przyjaciel Earthy.
- Zygo – pomarańczowy pies, przyjaciel Matika.

## Wersja polska
Wersja polska – Master Film

Reżyseria – Anna Górna

Dialogi:
- Elżbieta Włodarczyk (odc. 1, 3, 5, 7, 9, 11, 13, 15, 17, 19, 21, 23, 25-26),
- Krystyna Kotecka (odc. 2, 4, 6, 8, 10, 12, 14, 16, 18, 20, 22)

Dźwięk:
- Agata Wieczorek (odc. 1-3, 5, 8-11, 12-23, 25-26),
- Iwona Ejsmund (odc. 4, 6-7)

Montaż:
- Gabriela Turant-Wiśniewska (odc. 1-3, 5, 10-11, 13-23, 25-26),
- Zbigniew Kostrzewiński (odc. 4, 6-9, 12)

Kierownictwo produkcji – Mieczysława Kucharska

Lektor obsady – Stefan Knothe

Lektor tytułów – Piotr Zelt

Wystąpili:
- Agnieszka Kunikowska – Wiktorek
- Ewa Serwa – Babcia
- Jolanta Wilk – Mama
- Robert Czebotar – Tata
- Jarosław Domin – Wujek Micro
- Jacek Czyż – Wujek Scopo
- Jarosław Boberek – Dziadek
- Ryszard Olesiński – Kwak
- Beata Jankowska – Kwik
- Krzysztof Stelmaszyk – Bazalt
- Piotr Zelt – Zygo

## Spis odcinków
| N/o | Polski tytuł                             | Bohater              | Angielski tytuł                    |
| --- | ---------------------------------------- | -------------------- | ---------------------------------- |
|     |                                          |                      |                                    |
| 01  | Okazja do zdjęcia                        | Max                  | Photo Opportunity                  |
| 01  | Zwolnienie lekarskie                     | Micro i Scopo        | Sick Leave                         |
| 01  | O solar mio                              | Zygo i Matik         | O Solar Mio                        |
| 01  | Potrzeba ci tylko lawy                   | Eartha i Bazalt      | All You Need Is Lava               |
| 01  | Koń innej maści                          | Vanilla, Kwik i Kwak | A Horse Of A Different Color       |
|     |                                          |                      |                                    |
| 02  | Zechciej poznać meteor                   | Zygo i Matik         | Pleased To Meteor You              |
| 02  | Czcza gadanina                           | Max                  | Idle Chatter                       |
| 02  | Sztuka latania                           | Vanilla, Kwik i Kwak | Feather Knows Best                 |
| 02  | Muszlowy szok                            | Eartha i Bazalt      | Shell Shock                        |
| 02  | Jestem podobny do mamy                   | Micro i Scopo        | I Resemble Mama                    |
|     |                                          |                      |                                    |
| 03  | W nodze Dziadka                          | Micro i Scopo        | Out On The Limb                    |
| 03  | Płatkowe wabiki                          | Vanilla, Kwik i Kwak | Petal Pushers                      |
| 03  | On nie jest ciężki, on jest astronautą   | Zygo i Matik         | He Ain’t Heavy, He’s An Astronaut… |
| 03  | Burzowa pogoda                           | Eartha i Bazalt      | Stormy Weather                     |
| 03  | Paski i prążki na zawsze                 | Max                  | Bars & Stripes Forever             |
|     |                                          |                      |                                    |
| 04  | Kichnąłeś, na zdrowie!                   | Micro i Scopo        | Sneezed To Meet You                |
| 04  | Uśmiechnij się, dziecinko!               | Max                  | Beam My Baby                       |
| 04  | Zielone i zapracowane                    | Vanilla, Kwik i Kwak | Green & Bear It                    |
| 04  | Dźwięk i Pytalscy                        | Eartha i Bazalt      | Sound & The Whywhys                |
| 04  | Gwiezdna kuracja                         | Zygo i Matik         | Star Treatment                     |
|     |                                          |                      |                                    |
| 05  | Pajęczyna pajęczycy                      | Vanilla, Kwik i Kwak | Web Sight                          |
| 05  | Po prostu faks                           | Max                  | Just The Fax                       |
| 05  | Dlaczego się pocimy?                     | Micro i Scopo        | No Sweat                           |
| 05  | Dla mnie i mojej galaktyki               | 'Zygo i Matik        | 'For Me And My Galaxy              |
| 05  | Aktualności                              | Eartha i Bazalt      | Current Event                      |
|     |                                          |                      |                                    |
| 06  | Fale mózgowe                             | Micro i Scopo        | Brain Waives                       |
| 06  | Odbitki                                  | Max                  | Copy Cats                          |
| 06  | Co się dzieje w ulu?                     | Vanilla, Kwik i Kwak | To Hive And Hive Not               |
| 06  | W Brooklynie zamarzło drzewo             | Eartha i Bazalt      | A Tree Froze In Brooklyn           |
| 06  | Mars wabi i przyciąga                    | Zygo i Matik         | Mars Attract                       |
|     |                                          |                      |                                    |
| 07  | Witamy w klubie                          | Vanilla, Kwik i Kwak | Hair Today                         |
| 07  | Samolotowe opowieści                     | Max                  | Plane Speaking                     |
| 07  | Zasłonięte Słońce                        | Zygo i Matik         | Sun Blocked                        |
| 07  | Odpływ i przypływ                        | Eartha i Bazalt      | Fit To Be Tide                     |
| 07  | Teraz ucho                               | Micro i Scopo        | Hear And Now                       |
|     |                                          |                      |                                    |
| 08  | Lekka rozrywka                           | Zygo i Matik         | Light Entertainment                |
| 08  | Zatelefonuj do Pytalskich                | Max                  | Dial-A Whywhy                      |
| 08  | Zwyczajne zapachy                        | Micro i Scopo        | Common Scents                      |
| 08  | Skąd się biorą góry?                     | Eartha i Bazalt      | Uphill All The Way                 |
| 08  | Witaj rafo koralowo                      | Vanilla, Kwik i Kwak | Hail To The Reel                   |
|     |                                          |                      |                                    |
| 09  | Strzała z nieba                          | Eartha i Bazalt      | A Bolt From The Blue               |
| 09  | Ptasie trele                             | Vanilla, Kwik i Kwak | Chirp Thrills                      |
| 09  | Ściszcie tę muzykę                       | Max                  | Pit Stop                           |
| 09  | Przystanek: stacja kosmiczna             | Zygo i Matik         | Station Break                      |
| 09  | Powiedz co widzisz?                      | Micro i Scopo        | Oh Say Can You See                 |
|     |                                          |                      |                                    |
| 10  | Skąd się bierze bryzę?                   | Eartha i Bazalt      | Breezey Does It                    |
| 10  | Wszystko zamrożone                       | Max                  | The Chill It All                   |
| 10  | Grawitacja                               | Zygo i Matik         | Down To Earth                      |
| 10  | Co się dzieje kiedy jesz?                | Micro i Scopo        | Surely You Ingest                  |
| 10  | Spotkanie z kotkiem                      | Vanilla, Kwik i Kwak | You’ve Gotta Be Kitten             |
|     |                                          |                      |                                    |
| 11  | Ugryzienie, które się pamięta            | Vanilla, Kwik i Kwak | A Bite To Remember                 |
| 11  | Prawda o piasku                          | Eartha i Bazalt      | True Grit                          |
| 11  | Wielkie kule ognia                       | Zygo i Matik         | Great Balls Of Fire                |
| 11  | Jak działa winda?                        | Max                  | Ready Willing & Cable              |
| 11  | Wrażliwy temat                           | Micro i Scopo        | A Touchy Subject                   |
|     |                                          |                      |                                    |
| 12  | Różne klimaty                            | Eartha i Bazalt      | Changing Climes                    |
| 12  | Powolne spadanie liści                   | Vanilla, Kwik i Kwak | Free Falling                       |
| 12  | Włącz i nastaw dźwięk                    | Max                  | Turn On… Tune In                   |
| 12  | Komety                                   | Zygo i Matik         | Dust To Us                         |
| 12  | Krótki film o trawieniu                  | Micro i Scopo        | Easters’ Digest                    |
|     |                                          |                      |                                    |
| 13  | Badacze dna                              | Eartha i Bazalt      | Bottom Feeders                     |
| 13  | Nie ma skóry na moich plecach            | Vanilla, Kwik i Kwak | No Skin Off My Back                |
| 13  | Światła stop                             | Max                  | Light Out!                         |
| 13  | Wschody i zachody Słońca                 | Zygo i Matik         | Sunrise… Sunset                    |
| 13  | Wdech… wydech                            | Micro i Scopo        | Air Apparent                       |
|     |                                          |                      |                                    |
| 14  | We mgle                                  | Eartha i Bazalt      | Another Fine Mist                  |
| 14  | Wielka maskarada                         | Max                  | The Big Cover Up                   |
| 14  | Latające ssaki                           | Vanilla, Kwik i Kwak | Blind Leading The Blind            |
| 14  | Zęby                                     | Micro i Scopo        | Nothing But The Tooth              |
| 14  | Pory roku                                | Zygo i Matik         | Seasons Greetings                  |
|     |                                          |                      |                                    |
| 15  | Nie ma to jak paliwo                     | Eartha i Bazalt      | No Fuel Like Old Fuel              |
| 15  | Podroż w głębiny                         | Max                  | Way Down Under                     |
| 15  | Jeśli możesz, zamień się w kaktusa       | Vanilla, Kwik i Kwak | Cactus If You Can                  |
| 15  | Skaleczenie                              | Micro i Scopo        | A Cut Above                        |
| 15  | Globalne wznoszenie się                  | Zygo i Matik         | Global Swarming                    |
|     |                                          |                      |                                    |
| 16  | Po co kangury mają torby?                | Vanilla, Kwik i Kwak | It’s In The Bag                    |
| 16  | Mikrofale                                | Max                  | Nuking It Out!                     |
| 16  | Grzyby                                   | Vanilla, Kwik i Kwak | A Fungus Among Us                  |
| 16  | Układ krążenia                           | Micro i Scopo        | To Bleed Or Not To Bleed           |
| 16  | Kratery i żółty ser                      | Zygo i Matik         | Craters And Cream Cheese           |
|     |                                          |                      |                                    |
| 17  | Śnieżna praca                            | Eartha i Bazalt      | Snow Job                           |
| 17  | Niedzielne śniadanko                     | Max                  | Sunday Punch                       |
| 17  | Wiktor i świecąca ryba                   | Vanilla, Kwik i Kwak | Victor And The Glow Fish           |
| 17  | Leczenie ciepłem                         | Micro i Scopo        | Heat Treatment                     |
| 17  | Wielkie pranie                           | Max                  | Wash You Were Here                 |
|     |                                          |                      |                                    |
| 18  | Wielki żabi skok                         | Vanilla, Kwik i Kwak | One Giant Leap For Frogkind        |
| 18  | Na klej zawsze można liczyć              | Max                  | Stick Around                       |
| 18  | Rozgałęzienie                            | Vanilla, Kwik i Kwak | Branching Out                      |
| 18  | Skołowani doktorzy                       | Micro i Scopo        | Spin Doctors                       |
| 18  | Teleskop Hubble’a                        | Zygo i Matik         | Scope It Out                       |
|     |                                          |                      |                                    |
| 19  | Jak to bywa z rosą?                      | Eartha i Bazalt      | That Thing You Dew                 |
| 19  | Moc poruszania                           | Max                  | The Powers That Be                 |
| 19  | Poleciało z wiatrem                      | Vanilla, Kwik i Kwak | Blowin’ In The Wind                |
| 19  | Włosy stają dęba                         | Micro i Scopo        | Hair-Raising Experience            |
| 19  | Jeszcze jedna czarna dziura              | Zygo i Matik         | Hole In One                        |
|     |                                          |                      |                                    |
| 20  | Lodowe cykle                             | Eartha i Bazalt      | Ice Cycle                          |
| 20  | Pokaz świateł                            | Max                  | The Light Show                     |
| 20  | Wielkie wstrząsy                         | Eartha i Bazalt      | Whole Lotta Shakin’ Goin’ On       |
| 20  | Płakać na cały głos                      | Micro i Scopo        | For Cryin’ Out Loud                |
| 20  | Gorąco, gorąco, gorąco                   | Zygo i Matik         | Hot! Hot! Hot!                     |
|     |                                          |                      |                                    |
| 21  | Nie ma to jak ozon                       | Eartha i Bazalt      | There’s No Zone Like Ozone         |
| 21  | Pierwszeństwo dla snu                    | Micro i Scopo        | Perchance to Dream                 |
| 21  | A to jest krowa                          | Vanilla, Kwik i Kwak | That Was Then, This Is Cow         |
| 21  | Światła, kamera, akcja!                  | Max                  | Lights, Camera, Action!            |
| 21  | Wiecie jak mówimy                        | Micro i Scopo        | O’ See Can You Say?                |
|     |                                          |                      |                                    |
| 22  | Jak sucho                                | Eartha i Bazalt      | How Dry I Am!                      |
| 22  | Wielki                                   | Zygo i Matik         | Big                                |
| 22  | Metamorfozy                              | Vanilla, Kwik i Kwak | Ch Ch Ch Changes                   |
| 22  | Płyń z prądem                            | Max                  | Go With the Flow                   |
| 22  | Wirująca materia                         | Zygo i Matik         | It’s A Material Whirl              |
|     |                                          |                      |                                    |
| 23  | Skalne złoto                             | Eartha i Bazalt      | Goldirocks                         |
| 23  | Prawo wzrostu                            | Micro i Scopo        | Home Grown                         |
| 23  | Z ziemi w górę                           | Vanilla, Kwik i Kwak | From the Ground… Up                |
| 23  | Woda, wszędzie woda                      | Eartha i Bazalt      | Water Water Everywhere             |
| 23  | Jeden wielki krok dla Rodziny Pytalskich | Zygo i Matik         | One Giant Leap For Why Whys        |
|     |                                          |                      |                                    |
| 24  | Stąd prosto w dół                        | Eartha i Bazalt      | It’s All Down Hill From Here       |
| 24  | Operacja „przekręć klucz”                | Max                  | A Turn-Key Operation               |
| 24  | Zasypianie                               | Vanilla, Kwik i Kwak | Sleeping In                        |
| 24  | Uporczywe migreny                        | Micro i Scopo        | Your Loss is Migraine              |
| 24  | W świetle księżyca                       | Zygo i Matik         | Moon Trek                          |
|     |                                          |                      |                                    |
| 25  | Ale zimno                                | Eartha i Bazalt      | Sooo Cool                          |
| 25  | Najdalsze planety                        | Zygo i Matik         | The Outer Planets                  |
| 25  | To jest pomysł                           | Max                  | Hold That Thought!                 |
| 25  | Chichoty                                 | Micro i Scopo        | Chuckleheads                       |
| 25  | Spod jakiego jesteś znaku?               | Zygo i Matik         | What’s Your Sign?                  |
|     |                                          |                      |                                    |
| 26  | Rewia świateł                            | Eartha i Bazalt      | The Light Show                     |
| 26  | Przez powiększające szkło                | Max                  | Thru the Looking Glass             |
| 26  | Żywe węże                                | Vanilla, Kwik i Kwak | Snakes Alive!                      |
| 26  | Przetrwają tylko silni                   | Micro i Scopo        | Only the Strong Survive            |
| 26  | Co przybyło z kosmosu                    | Zygo i Matik         | It Came from Outer Space           |
|     |                                          |                      |                                    |